# Saint-Maurice-Thizouaille
Saint-Maurice-Thizouaille település Franciaországban, Yonne megyében. Lakosainak száma 255 fő (2022. január 1.). Saint-Maurice-Thizouaille Chassy, Saint-Maurice-le-Vieil, Poilly-sur-Tholon és Le Val-d'Ocre községekkel határos.

## Népesség
A település népessége az elmúlt években az alábbi módon változott:
| Lakosok száma | 259  | 264  | 269  | 263  | 259  | 255  | 253  | 251  | 255  |
|               | 2013 | 2015 | 2016 | 2017 | 2018 | 2019 | 2020 | 2021 | 2022 |